# آرانشاهیک
آرانشاهان (ارمنی: Առանշահիկներ) خاندان حاکم بر اران تا اواخر قرن ششم میلادی بودند.
تقریباً هیچ اطلاعاتی دربارهٔ شاهزاده آران و جانشینان اولیه او وجود ندارد. بر اساس افسانه‌ها در ابتدا قرن هفتم میلادی مهرانیان ۶۰ مرد از آرانشاهیان را به ضیافتی دعوت نموده و همه آن‌ها به جز زرمهر آرانشاهی را کشتند. پس از این واقعه مهرانیان به عنوان شاهزادگان گاردمان و حاکم بر کل شاهزادگان اران شناخته شدند.
سهل سمبتیان آرانشاهی از نوادگان زرمهر آرانشاهی بود و باباخانیان معتقد است عیسی ابوموسی نیز از اعضای خاندان آرانشاهی به حساب می‌آید.